# إبراهيم قرض
السلطان إبراهيم قرض، سلطان دارفور أواخر التركية. هو إبراهيم بن محمد حسين بن محمد الفضل بن عبد الرحمن الرشيد. انتهى ملكه عام 1874م بعد معركة مع الزبير باشا وقتل في منواشي.